# Jakov Fedotovič Pavlov
Jakov Fedotovič Pavlov (rusky Яаков Федотович Павлов; 4.jul./ 17. října 1917greg. – 28. září 1981) byl sovětský voják známý zejména během bitvy o Stalingrad. 27. června 1945 dostal titul Hrdina Sovětského svazu. Od roku 1944 byl členem Komunistické strany.
Do Rudé armády vstoupil roku 1938. Během Velké vlastenecké války se zúčastnil různých bojů v jednotkách Jihozápadního, Stalingradského, 3. ukrajinského a 2. běloruského frontu. Byl velitelem kulometného družstva, kulometčík a velitel průzkumné jednotky 13. gardové střelecké divize v hodnosti staršího seržanta. Během bitvy o Stalingrad Pavlovova četa 23. září 1942 dobyla trojposchoďovou obytnou budovu, kterou po tom bránila v obklíčení až do 25. listopadu 1942 a udržela ji do února 1943 před početnými německými útoky. Tento dům se do historie zapsal jako Pavlovův dům.
Pavlov byl vyznamenán titulem Hrdina Sovětského svazu, Leninovým řádem, Řádem Velké říjnové socialistické revoluce a dvěma Řády Rudé hvězdy.
Své zážitky ze Stalingradu shrnul v krátkosti takto: Naši hrstku vojáků zasypala bombami fašistická letadla, útočily na nás nepřátelské tanky, beztrestně na nás střílelo dělostřelectvo a minomety. Ani na minutu se nezastavila střelba z automatických zbraní. Často jsme neměli dost střeliva, stravu ani vodu. Výbuchy granátů spotřebovaly ze vzduchu spoustu kyslíku a někdy se doopravdy dýchalo špatně. Ale naši vojáci, obránci Stalingradu, si čestně plnili svou povinnost vůči vlasti a více už neustupovali.